# 볼록 폐포

볼록 폐포(영어: convex closure) 또는 볼록 껍질(영어: convex hull)은 집합으로 주어진 점이나 영역을 포함하는 가장 작은 볼록 집합이다. 일반적으로는 유클리드 공간에서 정의되지만, 그 이상으로 확장하는 것도 가능하다. 볼록 폐포를 계산하는 것은 계산기하학의 연구과제중 하나이다.

## 같이 보기
- 크레인-밀만 정리